# سنجابيات الفك
سنجابيات الفك (الاسم العلمي: Sciurognathi) هي رتيبة من القوارض التي تشمل السناجب والصيدناني والقنادس وأنواع كثيرة من القوارض. تم تقسيم رتبة القوارض سابقًا إلى اثنين من الرتبيات هي سنجابيات الفك وشيهميات الفك.
تتميز سنجابيات الفك بشكل محدد للفك السفلي. فإن العملية الزاوية للفك تكون في نفس مستوى جذر القواطع. هذا على النقيض من شيهميات الفك حيث تكون العملية الزاويّة خارج المستوى الذي يتكوّن عند جذر القاطعة بسبب وجود رفّ للتثبيت العضلي. تعتبر حالة سنجابيات الفك من الشروط البدائي في القوارض وبالتالي فهي ليست خاصية جيدة للتحليل التفرعي. على الرغم أن جميع أشكال شيهميات الفك مقبولة بشكل شبه عالمي باعتبارها تمثل مجموعة تطورية أحادية العرق حقيقية إلا أن معظم الباحثين لا يعتبرون سنجابيات الفك مجموعة صالحة على حد سواء.
على وجه الخصوص، يعتقد أن القنديات أقرب إلى القوارض البدائية من شيهميات الفك أكثر منها إلى سنجابيات الفك. وعلى الرغم من ذلك، لا تزال معظم الأدبيات العلمية تستخدم هاتين الأصنوفتين (أي سنجابيات الفك وشيهميات الفك) ويرجع ذلك في المقام الأول إلى عدم وجود بديل قابل للتطبيق.
ولكن هناك آراء وازنة تقسم رتبة القوارض إلى ثلاثة رتبيات على أساس شكل قناة تحت الحجاج. ووفقًا لهذا التصنيف، تنقسم القوارض إلى رتيبات سنجابيات الشكل وشيهميات الشكل وفأريات الشكل. وتعتبر سنجابيات الفك كمرادف لسنجابيات الفك.